# Liste der Staatsoberhäupter 1976
Übersicht
◄◄ | ◄ | 1972 | 1973 | 1974 | 1975 | Liste der Staatsoberhäupter 1976 | 1977 | 1978 | 1979 | 1980 | ► | ►►

Weitere Ereignisse

## Afrika
- Ägypten
  - Staatsoberhaupt: Präsident Anwar as-Sadat (1970–1981) (1973–1974, 1980–1981 Ministerpräsident)
  - Regierungschef: Ministerpräsident Mamduh Muhammad Salim (1975–1978)
- Algerien
  - Staats- und Regierungschef: Präsident des Revolutionsrats Houari Boumedienne (1965–1978) (ab 10. Dezember 1976 Präsident)
- Angola
  - Staatsoberhaupt: Präsident Agostinho Neto (1975–1979)
  - Regierungschef: Premierminister Lopo do Nascimento (1975–1978)
- Äquatorialguinea
  - Staats- und Regierungschef: Präsident Francisco Macías Nguema (1968–1979)
- Äthiopien
  - Staats- und Regierungschef: Vorsitzender des provisorischen militärischen Verwaltungsrats Tafari Benti (1974–1977)
- Benin
  - Staats- und Regierungschef: Präsident Mathieu Kérékou (1972–1991, 1996–2006)
- Botswana
  - Staats- und Regierungschef: Präsident Seretse Khama (1966–1980)
- Burundi
  - Staatsoberhaupt:
    - Präsident Michel Micombero (1966–1976) (1966 Ministerpräsident)
    - Präsident Jean-Baptiste Bagaza (2. November 1976–1987) (bis 10. November 1976 Vorsitzender des obersten Revolutionsrats)

  - Regierungschef: Ministerpräsident Édouard Nzambimana (11. November 1976–1978)
- Elfenbeinküste
  - Staats- und Regierungschef: Präsident Félix Houphouët-Boigny (1960–1993)
- Gabun
  - Staatsoberhaupt: Präsident Omar Bongo (1967–2009)
  - Regierungschef: Ministerpräsident Léon Mébiame (1975–1990)
- Gambia
  - Staats- und Regierungschef: Präsident Dawda Jawara (1970–1994) (1965–1970 Ministerpräsident)
- Ghana
  - Staats- und Regierungschef: Vorsitzender des obersten Militärrats Ignatius Kutu Acheampong (1972–1978) (bis 1975 Vorsitzender des Nationalen Erfüllungsrats)
- Guinea
  - Staatsoberhaupt: Präsident Ahmed Sékou Touré (1958–1984)
  - Regierungschef: Premierminister Louis Lansana Béavogui (1972–1984)
- Guinea-Bissau
  - Staatsoberhaupt: Vorsitzender des Staatsrats Luís Cabral (1973–1980)
  - Regierungschef: Premierminister Francisco Mendes (1973–1978)
- Kamerun
  - Staatsoberhaupt: Präsident Ahmadou Ahidjo (1960–1982)
  - Regierungschef: Ministerpräsident Paul Biya (1975–1982) (seit 1982 Präsident)
- Kap Verde
  - Staatsoberhaupt: Präsident Aristides Pereira (1975–1991)
  - Regierungschef: Ministerpräsident Pedro Pires (1975–1991) (2001–2011 Präsident)
- Kenia
  - Staats- und Regierungschef: Präsident Jomo Kenyatta (1964–1978) (1963–1964 Ministerpräsident)
- Komoren
  - Staatsoberhaupt:
    - Vorsitzender des nationalen Exekutivrats Said Mohamed Jaffar (1975–3. Januar 1976)
    - Präsident Ali Soilih (3. Januar 1976–1978)

  - Regierungschef: Premierminister Abdallah Mohamed (6. Januar 1976–1978)
- Volksrepublik Kongo (1960–1970 Kongo-Brazzaville; ab 1992 Republik Kongo)
  - Staatsoberhaupt: Präsident Marien Ngouabi (1968, 1969–1977)
  - Regierungschef: Ministerpräsident Louis Sylvain Goma (1975–1984, 1991)
- Lesotho
  - Staatsoberhaupt: König Moshoeshoe II. (1966–1970, 1970–1990, 1995–1996)
  - Regierungschef: Ministerpräsident Leabua Jonathan (1966–1986) (1970 Staatsoberhaupt)
- Liberia
  - Staats- und Regierungschef: Präsident William R. Tolbert, Jr. (1971–1980)
- Libyen
  - Staatsoberhaupt: Vorsitzender des Revolutionären Kommandorats Muammar al-Gaddafi (1969–1979) (1979–2011 Revolutionsführer)
  - Regierungschef: Ministerpräsident Abd as-Salam Dschallud (1972–1977)
- Madagaskar
  - Staatsoberhaupt: Präsident Didier Ratsiraka (1975–1993, 1997–2002)
  - Regierungschef:
    - Ministerpräsident Joel Rakotomalala (11. Januar 1976–30. Juli 1976)
    - Ministerpräsident Justin Rakotoniaina (12. August 1976–1977)
- Malawi
  - Staats- und Regierungschef: Präsident Hastings Kamuzu Banda (1966–1994) (1964–1966 Ministerpräsident)
- Mali
  - Staats- und Regierungschef: Präsident Moussa Traoré (1968–1991)
- Marokko
  - Staatsoberhaupt: König Hassan II. (1961–1999)
  - Regierungschef: Ministerpräsident Ahmed Osman (1972–1979)
- Mauretanien
  - Staats- und Regierungschef: Präsident Moktar Ould Daddah (1960–1978)
- Mauritius
  - Staatsoberhaupt: Königin Elisabeth II. (1968–1992)
    - Generalgouverneur: Raman Osman (1972–1977)

  - Regierungschef: Premierminister Seewoosagur Ramgoolam (1968–1982) (1983–1985 Generalgouverneur)
- Mosambik
  - Staatsoberhaupt: Präsident Samora Machel (1975–1986)
  - Regierungschef: Ministerpräsident Mário Fernandes da Graça Machungo (17. Juli 1976–1994)
- Niger
  - Staats- und Regierungschef: Präsident des Obersten Militärrats Seyni Kountché (1974–1987)
- Nigeria
  - Staats- und Regierungschef:
    - Chef der Militärischen Bundesregierung Murtala Mohammed (1975–13. Februar 1976)
    - Chef der Militärischen Bundesregierung Olusegun Obasanjo (14. Februar 1976–1979)
- Obervolta (ab 1984 Burkina Faso)
  - Staatsoberhaupt: Präsident Sangoulé Lamizana (1966–1980) (1974–1980 Ministerpräsident)
  - Regierungschef: Ministerpräsident Sangoulé Lamizana (1974–1980) (1966–1980 Präsident)
- Rhodesien (international nicht anerkannt) (seit 1980 Simbabwe)
  - Staatsoberhaupt:
    - Präsident Henry Everard (1. Januar 1976–14. Januar 1976, 1978, 1979) (kommissarisch)
    - Präsident John Wrathall (14. Januar 1976–1978)

  - Regierungschef: Ministerpräsident Ian Smith (1965–1979)
- Ruanda
  - Staats- und Regierungschef: Präsident Juvénal Habyarimana (1973–1994)
- Sambia
  - Staatsoberhaupt: Präsident Kenneth Kaunda (1964–1991)
  - Regierungschef: Ministerpräsident Elijah Mudenda (1975–1977)
- São Tomé und Príncipe (seit 12. Juli 1975 unabhängig)
  - Staatsoberhaupt: Präsident Manuel Pinto da Costa (12. Juli 1975–1991, 2011–2016)
  - Regierungschef: Premierminister Miguel Trovoada (1975–1979) (1991–1995, 1995–2001 Präsident)
- Senegal
  - Staatsoberhaupt: Präsident Léopold Sédar Senghor (1960–1980)
  - Regierungschef: Premierminister Abdou Diouf (1970–1980) (1981–2000 Präsident)
- Seychellen (seit 29. Juni 1976 unabhängig)
  - Staatsoberhaupt: Präsident James Mancham (29. Juni 1976–1977)
  - Regierungschef: France-Albert René (29. Juni 1976–1977) (1977–2004 Präsident)
- Sierra Leone
  - Staatsoberhaupt: Präsident Siaka Stevens (1971–1985) (1967, 1968–1971 Ministerpräsident)
  - Regierungschef: Ministerpräsident Christian A. Kamara-Taylor (1975–1978)
- Somalia
  - Staats- und Regierungschef: Präsident Siad Barre (1969–1991)
- Südafrika
  - Staatsoberhaupt: Präsident Nicolaas Diederichs (1975–1978)
  - Regierungschef: Ministerpräsident Balthazar Johannes Vorster (1966–1978) (1978–1979 Präsident)
- Sudan
  - Staatsoberhaupt: Präsident Dschafar an-Numairi (1969–1971, 1971–1985) (1969–1976, 1977–1985 Ministerpräsident)
  - Regierungschef:
    - Ministerpräsident Dschafar an-Numairi (1969–9. August 1976, 1977–1985) (1969–1971, 1971–1985 Präsident)
    - Ministerpräsident Raschid Bakr (9. August 1976–1977)
- Swasiland
  - Staatsoberhaupt: König Sobhuza II. (1968–1982)
  - Regierungschef:
    - Premierminister Makhosini Dlamini (1968–31. März 1976)
    - Premierminister Maphevu Dlamini (31. März 1976–1979)
- Tansania
  - Staatsoberhaupt: Präsident Julius Nyerere (1962–1985) (1961–1962 Ministerpräsident)
  - Regierungschef: Ministerpräsident Rashidi Kawawa (1972–1977)
- Togo
  - Staats- und Regierungschef: Präsident Gnassingbé Eyadéma (1967–2005)
- Tschad
  - Staats- und Regierungschef: Präsident Félix Malloum (1975–1979)
- Tunesien
  - Staatsoberhaupt: Präsident Habib Bourguiba (1957–1987)
  - Regierungschef: Ministerpräsident Hédi Nouira (1970–1980)
- Uganda
  - Staats- und Regierungschef: Präsident Idi Amin (1971–1979)
- Westsahara (umstritten; 27. August 1976 Unabhängigkeit erklärt)
  - Staatsoberhaupt:
    - Vorsitzender des Revolutionsrats al-Wali Mustafa Sayyid (29. Februar 1976–9. Juni 1976) (im Exil)
    - Vorsitzender des Revolutionsrats Mahfoud Ali Beiba (10. Juni 1976–30. August 1976) (kommissarisch) (1982–1985, 1988–1993, 1995–1999 Ministerpräsident) (im Exil)
    - Vorsitzender des revolutionären Kommandorats Mohamed Abdelaziz (30. August 1976–2016) (im Exil)

  - Regierungschef: Ministerpräsident Mohamed Lamine Ould Ahmed (5. März 1976–1982, 1985–1988) (im Exil)
- Zaïre (bis 1964 Kongo-Léopoldville, 1964–1971, seit 1997 Demokratische Republik Kongo)
  - Staats- und Regierungschef: Präsident Mobutu Sese Seko (1965–1997)
- Zentralafrikanische Republik (ab 4. Dezember Zentralafrikanisches Reich)
  - Staatsoberhaupt:
    - Präsident Salah Eddine Ahmed Bokassa (1966–4. Oktober 1976) (bis 18. Oktober 1976 Jean-Bédel Bokassa) (1976–1979 Kaiser)
    - Kaiser Salah Eddine Ahmed Bokassa (4. Oktober 1976–1979) (1966–1976 Präsident)

  - Regierungschef:
    - Ministerpräsidentin Elisabeth Domitien (1975–4. April 1976)
    - Ministerpräsident Ange-Félix Patassé (5. September 1976–1978) (1983–2003 Präsident)

## Amerika

### Nordamerika
- Kanada
  - Staatsoberhaupt: Königin Elisabeth II. (1952–2022)
    - Generalgouverneur: Jules Léger (1974–1979)

  - Regierungschef: Premierminister Pierre Trudeau (1968–1979, 1980–1984)
- Mexiko
  - Staats- und Regierungschef:
    - Präsident Luis Echeverría Álvarez (1970–30. November 1976)
    - Präsident José López Portillo (1. Dezember 1976–1982)
- Vereinigte Staaten von Amerika
  - Staats- und Regierungschef: Präsident Gerald Ford (1974–1977)

### Mittelamerika
- Bahamas
  - Staatsoberhaupt: Königin Elisabeth II. (1973–2022)
    - Generalgouverneur: Milo Butler (1973–1979)

  - Regierungschef: Premierminister Lynden O. Pindling (1973–1992)
- Barbados
  - Staatsoberhaupt: Königin Elisabeth II. (1966–2021)
    - Generalgouverneur
      - Arleigh Winston Scott (1967–9. August 1976)
      - Vorsitzender des obersten Gerichtshofes: William Douglas (9. August 1976–17. November 1976, 1984) (kommissarisch)
      - Deighton Lisle Ward (17. November 1976–1984)

  - Regierungschef:
    - Premierminister Errol Walton Barrow (1966–8. September 1976, 1986–1987)
    - Premierminister John Michael G. Adams (8. September 1976–1985)
- Costa Rica
  - Staats- und Regierungschef: Präsident Daniel Oduber Quirós (1974–1978)
- Dominikanische Republik
  - Staats- und Regierungschef: Präsident Joaquín Balaguer (1950–1962, 1966–1978, 1986–1996)
- El Salvador
  - Staats- und Regierungschef: Präsident Arturo Armando Molina (1972–1977)
- Grenada (1974 Unabhängigkeit)
  - Staatsoberhaupt: Königin Elisabeth II. (1974–2022)
    - Generalgouverneur Leo de Gale (1974–1978)

  - Regierungschef: Premierminister Eric Gairy (1974–1979)
- Guatemala
  - Staats- und Regierungschef: Präsident Kjell Eugenio Laugerud García (1974–1978)
- Haiti
  - Staats- und Regierungschef: Präsident Jean-Claude Duvalier (1971–1986)
- Honduras
  - Staats- und Regierungschef: Präsident Juan Alberto Melgar Castro (1975–1978)
- Jamaika
  - Staatsoberhaupt: Königin Elisabeth II. (1962–2022)
    - Generalgouverneur: Florizel Glasspole (1973–1991)

  - Regierungschef: Premierminister Michael Manley (1972–1980, 1989–1992)
- Kuba
  - Staatsoberhaupt:
    - Präsident Osvaldo Dorticós Torrado (1959–3. Dezember 1976)
    - Präsident des Staatsrats Fidel Castro (3. Dezember 1976–2008) (1976–2008 Präsident des Staatsrats und Präsident des Ministerrats)

  - Regierungschef: Ministerpräsident Fidel Castro (1959–2008) (seit 3. Dezember 1976 Präsident des Ministerrats)
- Nicaragua
  - Staats- und Regierungschef: Präsident Anastasio Somoza Debayle (1967–1972, 1974–1979)
- Panama
  - Staats- und Regierungschef: Präsident Demetrio Basilio Lakas (1969–1978)
- Trinidad und Tobago (1976 Republik)
  - Staatsoberhaupt:
    - Königin Elisabeth II. (1962–1. August 1976)
      - Generalgouverneur: Ellis Clarke (1972–1. August 1976) (1976–1987 Präsident)

    - Präsident Ellis Clarke (1. August 1976–1987) (1972–1976 Generalgouverneur)

  - Regierungschef: Ministerpräsident Eric Eustace Williams (1962–1981)

### Südamerika
- Argentinien
  - Staats- und Regierungschef:
    - Präsidentin Isabel Martínez de Perón (1974–24. März 1976)
    - Militärjunta Jorge Rafael Videla, Emilio Massera, Orlando Agosti (24. März–29. März 1976)
    - Präsident Jorge Rafael Videla (29. März 1976–1981)
- Bolivien
  - Staats- und Regierungschef: Präsident Hugo Banzer (1971–1978, 1997–2001)
- Brasilien
  - Staats- und Regierungschef: Präsident Ernesto Geisel (1974–1979)
- Chile
  - Staats- und Regierungschef: Präsident Augusto Pinochet (1974–1990)
- Ecuador
  - Staats- und Regierungschef:
    - Präsident Guillermo Rodríguez Lara (1972–11. Januar 1976)
    - Vorsitzender des Obersten Regierungsrats Alfredo Poveda (11. Januar 1976–1979)
- Guyana
  - Staatsoberhaupt: Präsident Arthur Chung (1970–1980)
  - Regierungschef: Ministerpräsident Forbes Burnham (1966–1980) (1980–1985 Präsident)
- Kolumbien
  - Staats- und Regierungschef: Präsident Alfonso López Michelsen (1974–1978)
- Paraguay
  - Staats- und Regierungschef: Präsident Alfredo Stroessner (1954–1989)
- Peru
  - Staatsoberhaupt: Präsident Francisco Morales Bermúdez (1975–1980) (1975 Ministerpräsident)
  - Regierungschef:
    - Ministerpräsident Óscar Vargas Prieto (1975–31. Januar 1976)
    - Ministerpräsident Jorge Fernández Maldonado Solari (31. Januar 1976–16. Juli 1976)
    - Ministerpräsident Guillermo Arbulu Galliani (17. Juli 1976–1978)
- Suriname
  - Staatschef: Präsident Johan Ferrier (1975–1980)
  - Regierungschef: Ministerpräsident Henck A. E. Arron (1975–1980, 1988–1990)
- Uruguay
  - Staats- und Regierungschef:
    - Präsident Juan María Bordaberry (1972–12. Juni 1976)
    - Präsident Alberto Demicheli (12. Juni 1976–1. September 1976)
    - Präsident Aparicio Méndez (1. September 1976–1981)
- Venezuela
  - Staats- und Regierungschef: Präsident Carlos Andrés Pérez (1974–1979, 1989–1993)

## Asien

### Ost-, Süd- und Südostasien
- Bangladesch
  - Staats- und Regierungschef: Präsident Abu Sadat Mohammad Sayem (1975–1977)
- Bhutan
  - Staats- und Regierungschef: König Jigme Singye Wangchuck (1972–2006)
- Burma (heute Myanmar)
  - Staatsoberhaupt: Präsident Ne Win (1962–1981) (bis 1974 Vorsitzender des Revolutionsrats) (1958–1960, 1962–1974 Ministerpräsident)
  - Regierungschef: Ministerpräsident Sein Win (1974–1977)
- Republik China (Taiwan)
  - Staatsoberhaupt: Präsident Yen Chia-kan (1975–1978) (1963–1972 Ministerpräsident)
  - Regierungschef: Ministerpräsident Chiang Ching-kuo (1972–1978) (1978–1988 Präsident)
- Volksrepublik China
  - Parteichef:
    - Vorsitzender der Kommunistischen Partei Chinas Mao Zedong (1943–9. September 1976) (1949–1954 Vorsitzender der zentralen Volksregierung, 1954–1959 Präsident)
    - Vorsitzender der Kommunistischen Partei Chinas Hua Guofeng (9. September 1976–1981) (1976–1980 Ministerpräsident)

  - Staatsoberhaupt:
    - Vorsitzender des Ständigen Komitees des Nationalen Volkskongresses Zhu De (1975–6. Juli 1976)
    - vakant (5. Juli 1976–1978)

  - Regierungschef:
    - Ministerpräsident Zhou Enlai (1949–8. Januar 1976)
    - Ministerpräsident Hua Guofeng (4. Februar 1976–1980) (bis 7. April 1976 kommissarisch) (1976–1981 Vorsitzender der KPCh)
- Indien
  - Staatsoberhaupt: Präsident Fakhruddin Ali Ahmed (1974–1977)
  - Regierungschef: Premierministerin Indira Gandhi (1966–1977, 1980–1984)
- Indonesien
  - Staats- und Regierungschef: Präsident Suharto (1967–1998)
- Japan
  - Staatsoberhaupt: Kaiser Hirohito (1926–1989)
  - Regierungschef:
    - Premierminister Takeo Miki (1974–24. Dezember 1976)
    - Premierminister Takeo Fukuda (24. Dezember 1976–1978)
- Kambodscha
  - Staatsoberhaupt:
    - Präsident Norodom Sihanouk (1960–1970, 1975–11. April 1976, 1993) (1941–1955, 1993–2004 König)
    - Vorsitzender des Staatspräsidiums Khieu Samphan (11. April 1976–1979)

  - Regierungschef:
    - Ministerpräsident Penn Nouth (1948–1949, 1953, 1954–1955, 1958, 1961, 1968–1969, 1975–4. April 1976)
    - Ministerpräsident Khieu Samphan (4. April 1976–13. Mai 1976)
    - Ministerpräsident Pol Pot (13. Mai 1976–1979)
- Nordkorea
  - de-facto Herrscher: Kim Il-sung (1948–1994)
  - Staatsoberhaupt: Präsident: Kim Il-sung (1972–1994)
  - Regierungschef:
    - Ministerpräsident Kim Il (1972–29. April 1976)
    - Ministerpräsident Pak Song-chol (29. April 1976–1977)
- Südkorea
  - Staatsoberhaupt: Präsident Park Chung-hee (1962–1979)
  - Regierungschef: Ministerpräsident Choi Kyu-ha (1975–1979) (1979–1980 Präsident)
- Laos
  - Staatsoberhaupt: Präsident Souphanouvong (1975–1991)
  - Regierungschef: Ministerpräsident Kaysone Phomvihane (1975–1991) (1991–1992 Präsident)
- Malaysia
  - Staatsoberhaupt: Oberster Herrscher Yahya Petra (1975–1979)
  - Regierungschef:
    - Ministerpräsident Abdul Razak (1959, 1970–14. Januar 1976)
    - Ministerpräsident Hussein Onn (15. Januar 1976–1981)
- Malediven
  - Staats- und Regierungschef: Präsident Ibrahim Nasir (1968–1978) (1957–1968 Ministerpräsident)
- Nepal
  - Staatsoberhaupt: König Birendra (1972–2001)
  - Regierungschef: Ministerpräsident Tulsi Giri (1960–1963, 1964–1965, 1975–1977)
- Pakistan
  - Staatsoberhaupt: Präsident Fazal Ilahi Chaudhry (1973–1978)
  - Regierungschef: Ministerpräsident Zulfikar Ali Bhutto (1973–1977)
- Philippinen
  - Staats- und Regierungschef: Präsident Ferdinand Marcos (1965–1986)
- Singapur
  - Staatsoberhaupt: Präsident Benjamin Henry Sheares (1971–1981)
  - Regierungschef: Premierminister Lee Kuan Yew (1959–1990)
- Sri Lanka
  - Staatsoberhaupt: Präsident William Gopallawa (1972–1978) (1962–1972 Generalgouverneur)
  - Regierungschef: Premierministerin Sirimavo Bandaranaike (1960–1965, 1970–1977, 1994–2000)
- Thailand
  - Staatsoberhaupt: König Rama IX. Bhumibol Adulyadej (1946–2016)
  - Regierungschef:
    - Ministerpräsident Kukrit Pramoj (1975–20. April 1976)
    - Ministerpräsident Seni Pramoj (1945–1946, 1975 20. April 1976–6. Oktober 1976)
    - Vorsitzender des administrativen Staatsrats: Sangad Chaloryu (6. Oktober 1976–8. Oktober 1976, 1977)
    - Ministerpräsident Thanin Kraivichien (8. Oktober 1976–1977)
- Nordvietnam (2. Juli 1976 mit Südvietnam vereinigt)
  - Staatsoberhaupt: Präsident Tôn Đức Thắng (1969–2. Juli 1976) (1976–1980 Präsident von Vietnam)
  - Regierungschef: Ministerpräsident Phạm Văn Đồng (1955–2. Juli 1976) (1976–1987 Vorsitzender des Ministerrats von Vietnam)
- Südvietnam (2. Juli 1976 mit Nordvietnam vereinigt)
  - Staatsoberhaupt: Präsident der Provisorischen Revolutionsregierung Huỳnh Tấn Phát (1975–2. Juli 1976)
  - Regierungschef: Ministerpräsident Nguyễn Hữu Thọ (1975–2. Juli 1976) (1980–1981 Präsident von Vietnam)
- Vietnam
  - Staatsoberhaupt: Präsident Tôn Đức Thắng (2. Juli 1976–1980) (1969–1976 Präsident von Nordvietnam)
  - Regierungschef: Vorsitzender des Ministerrats Phạm Văn Đồng (2. Juli 1976–1987) (1955–1976 Ministerpräsident von Nordvietnam)

### Vorderasien
- Bahrain
  - Staatsoberhaupt: Emir Isa II. (1971–1999)
  - Regierungschef: Ministerpräsident Chalifa ibn Salman Al Chalifa (1971–2020)
- Irak
  - Staats- und Regierungschef: Präsident Ahmad Hasan al-Bakr (1968–1979) (1963 Ministerpräsident)
- Iran
  - Staatsoberhaupt: Schah Mohammad Reza Pahlavi (1941–1979)
  - Regierungschef: Ministerpräsident Amir Abbas Hoveyda (1965–1977)
- Israel
  - Staatsoberhaupt: Präsident Ephraim Katzir (1973–1978)
  - Regierungschef: Ministerpräsident Jitzchak Rabin (1974–1977, 1992–1995)
- Nordjemen
  - Staatsoberhaupt: Präsident Ibrahim al-Hamdi (1974–1977) (bis 1975 Vorsitzender des Kommandorates)
  - Regierungschef: Ministerpräsident Abd al-Aziz Abd al-Ghani (1975–1980, 1983–1990) (1994–1997 Ministerpräsident des Jemen)
- Südjemen
  - Staatsoberhaupt: Vorsitzender des Präsidialrats Salim Rubai Ali (1969–1978)
  - Regierungschef: Ministerpräsident Ali Nasir Muhammad (1971–1985) (1978, 1980–1986 Präsident)
- Jordanien
  - Staatsoberhaupt: König Hussein (1952–1999)
  - Regierungschef:
    - Ministerpräsident Zaid ar-Rifaʿi (1973–13. Juli 1976, 1985–1989)
    - Ministerpräsident Mudar Badran (13. Juli 1976–1979, 1980–1984, 1990–1991)
- Katar
  - Staats- und Regierungschef: Emir Chalifa bin Hamad Al Thani (1972–1995)
- Kuwait
  - Staatsoberhaupt: Emir Sabah III. as-Salim as-Sabah (1965–1977) (1963–1965 Ministerpräsident)
  - Regierungschef: Ministerpräsident Dschabir al-Ahmad al-Dschabir as-Sabah (1962–1963, 1965–1978) (1977–2006 Emir)
- Libanon
  - Staatsoberhaupt:
    - Präsident Suleiman Frangieh (1970–22. September 1976)
    - Präsident Elias Sarkis (23. September 1976–1982)

  - Regierungschef:
    - Ministerpräsident Rashid Karami (1955–1956, 1958–1960, 1961–1964, 1965–1966, 1966–1968, 1969–1970, 1975–9. Dezember 1976, 1984–1987)
    - Ministerpräsident Selim al-Hoss (9. Dezember 1976–1980, 1987–1990, 1998–2000)
- Oman
  - Staats- und Regierungschef: Sultan Qabus ibn Said (1970–2020)
- Saudi-Arabien
  - Staats- und Regierungschef: König Chalid ibn Abd al-Aziz (1975–1982)
- Syrien
  - Staatsoberhaupt: Präsident Hafiz al-Assad (1971–2000) (1970–1971 Ministerpräsident)
  - Regierungschef:
    - Ministerpräsident Mahmud al-Ayyubi (1972–7. August 1976)
    - Ministerpräsident Abdul Rahman Kleifawi (1971–1972, 7. August 1976–1978)
- Türkei
  - Staatsoberhaupt: Präsident Fahri Korutürk (1973–1980)
  - Regierungschef: Ministerpräsident Süleyman Demirel (1965–1971, 1975–1977, 1977–1978, 1979–1980, 1991–1993) (1993–2000 Präsident)
- Vereinigte Arabische Emirate
  - Staatsoberhaupt: Präsident Zayid bin Sultan Al Nahyan (1971–2004) (1966–2004 Emir von Abu Dhabi)
  - Regierungschef: Ministerpräsident Maktum bin Raschid Al Maktum (1971–1979, 1990–2006) (1990–2006 Emir von Dubai)

### Zentralasien
- Afghanistan
  - Staats- und Regierungschef: Präsident Mohammed Daoud Khan (1973–1978) (1953–1963 Ministerpräsident)
- Mongolei
  - Staatsoberhaupt: Vorsitzender des Großen Volks-Churals Jumdschaagiin Tsedenbal (1974–1984) (1952–1974 Vorsitzender des Ministerrats)
  - Regierungschef: Vorsitzender des Ministerrates Dschambyn Batmönch (1974–1984) (1984–1990 Vorsitzender des Großen Volks-Churals)

## Australien und Ozeanien
- Australien
  - Staatsoberhaupt: Königin Elisabeth II. (1952–2022)
    - Generalgouverneur: John Robert Kerr (1974–1977)

  - Regierungschef: Premierminister Malcolm Fraser (1975–1983)
- Cookinseln (unabhängiger Staat in freier Assoziierung mit Neuseeland)
  - Staatsoberhaupt: Königin Elisabeth II. (1965–2022)
  - Regierungschef: Premierminister Albert R. Henry (1965–1978)
- Fidschi
  - Staatsoberhaupt: Königin Elisabeth II. (1970–1987)
    - Generalgouverneur: George Cakobau (1973–1983)

  - Regierungschef: Ministerpräsident Kamisese Mara (1970–1987, 1987–1992) (1993–2000 Präsident)
- Nauru
  - Staats- und Regierungschef:
    - Präsident Hammer DeRoburt (1968–22. Dezember 1976, 1978–1986, 1986, 1986–1989)
    - Präsident Bernard Dowiyogo (22. Dezember 1976–1978, 1989–1995, 1996, 1998–1999, 2000–2001, 2003)
- Neuseeland
  - Staatsoberhaupt: Königin Elisabeth II. (1952–2022)
    - Generalgouverneur: Denis Blundell (1972–1977)

  - Regierungschef: Premierminister Robert Muldoon (1975–1984)
- Niue (unabhängiger Staat in freier Assoziierung mit Neuseeland)
  - Staatsoberhaupt: Königin Elisabeth II. (1974–2022)
    - Queen’s Representative: Generalgouverneur von Neuseeland

  - Regierungschef: Premierminister Robert Rex (1974–1992)
- Papua-Neuguinea
  - Staatsoberhaupt: Königin Elisabeth II. (1975–2022)
    - Generalgouverneur: John Guise (1975–1977)

  - Regierungschef: Ministerpräsident Michael Somare (1975–1980, 1982–1985, 2002–2011)
- Tonga
  - Staatsoberhaupt: König Taufaʻahau Tupou IV. (1970–2006)
  - Regierungschef: Premierminister Fatafehi Tu'ipelehake (1970–1991)
- Westsamoa (heute Samoa)
  - Staatsoberhaupt: O le Ao o le Malo Tanumafili II. (1962–2007)
  - Regierungschef:
    - Premierminister Tupua Tamasese Lealofi IV. (1970–1973, 1975–24. März 1976)
    - Premierminister Tupuola Taisi Tufuga Efi (24. März 1976–1982) (2007–2017 Staatsoberhaupt)

## Europa
- Albanien
  - Parteichef: 1. Sekretär der albanischen Arbeiterpartei Enver Hoxha (1948–1985) (1946–1954 Ministerpräsident)
  - Staatsoberhaupt: Vorsitzender des Präsidiums der Volksversammlung Haxhi Lleshi (1953–1982)
  - Regierungschef: Ministerpräsident Mehmet Shehu (1954–1981)
- Andorra
  - Co-Fürsten:
    - Staatspräsident von Frankreich:Valéry Giscard d’Estaing (1974–1981)
    - Bischof von Urgell: Joan Martí Alanís (1971–2003)
- Belgien
  - Staatsoberhaupt: König Baudouin I. (1951–1993)
  - Regierungschef: Ministerpräsident Leo Tindemans (1974–1978)
- Bulgarien
  - Parteichef: Generalsekretär der Bulgarischen Kommunistischen Partei Todor Schiwkow (1954–1989) (1971–1989 Staatsratsvorsitzender) (1962–1971 Vorsitzender des Ministerrats)
  - Staatsoberhaupt: Staatsratsvorsitzender Todor Schiwkow (1971–1989) (1954–1989 Parteichef) (1962–1971 Vorsitzender des Ministerrats)
  - Regierungschef: Vorsitzender des Ministerrats Stanko Todorow (1971–1981) (1990 Präsident)
- Dänemark
  - Staatsoberhaupt: Königin Margrethe II. (1972–2024)
  - Regierungschef: Ministerpräsident Anker Jørgensen (1972–1973, 1975–1982)
  - Färöer (politisch selbstverwalteter und autonomer Bestandteil des Königreichs Dänemark)
    - Vertreter der dänischen Regierung: Reichsombudsmann Leif Groth (1972–1981)
    - Regierungschef: Ministerpräsident Atli P. Dam (1970–1981, 1985–1989, 1991–1993)
- Bundesrepublik Deutschland
  - Staatsoberhaupt: Bundespräsident Walter Scheel (1974–1979)
  - Regierungschef: Bundeskanzler Helmut Schmidt (1974–1982)
- Deutsche Demokratische Republik
  - Parteichef: Generalsekretär des ZK der SED Erich Honecker (1971–1989) (1976–1989 Staatsratsvorsitzender)
  - Staatsoberhaupt:
    - Vorsitzender des Staatsrats Willi Stoph (1973–29. Oktober 1976) (1964–1973, 1976–1989 Vorsitzender des Ministerrates)
    - Vorsitzender des Staatsrats Erich Honecker (29. Oktober 1976–1989) (1971–1989 Parteichef)

  - Regierungschef:
    - Vorsitzender des Ministerrates Horst Sindermann (1973–29. Oktober 1976)
    - Vorsitzender des Ministerrates Willi Stoph (1964–1973, 29. Oktober 1976–1989) (1973–1976 Vorsitzender des Staatsrats)
- Finnland
  - Staatsoberhaupt: Präsident Urho Kekkonen (1956–1982) (1950–1953, 1954–1956 Ministerpräsident)
  - Regierungschef: Ministerpräsident Martti Miettunen (1961–1962, 1975–1977)
- Frankreich
  - Staatsoberhaupt: Präsident Valéry Giscard d’Estaing (1974–1981)
  - Regierungschef:
    - Premierminister Jacques Chirac (1974–25. August 1976, 1986–1988) (1995–2007 Präsident)
    - Premierminister Raymond Barre (25. August 1976–1981)
- Griechenland
  - Staatsoberhaupt: Präsident Konstantinos Tsatsos (1975–1980)
  - Regierungschef: Ministerpräsident Konstantinos Karamanlis (1955–1958, 1958–1961, 1961–1963, 1974–1980) (1980–1985, 1990–1995 Präsident)
- Irland
  - Staatsoberhaupt:
    - Präsident Cearbhall Ó Dálaigh (1974–22. November 1976)
    - Presidential Commission: Seán Treacy, James Dooge, Thomas F. O’Higgins (22. November 1976–3. Dezember 1976)
    - Präsident Patrick Hillery (3. Dezember 1976–1990)

  - Regierungschef: Taoiseach Liam Cosgrave (1973–1977)
- Island
  - Staatsoberhaupt: Präsident Kristján Eldjárn (1968–1980)
  - Regierungschef: Ministerpräsident Geir Hallgrímsson (1974–1978)
- Italien
  - Staatsoberhaupt: Präsident Giovanni Leone (1971–1978) (1963, 1968 Ministerpräsident)
  - Regierungschef:
    - Ministerpräsident Aldo Moro (1962–1968, 1974–30. Juli 1976)
    - Ministerpräsident Giulio Andreotti (1972–1973, 30. Juli 1976–1979, 1989–1992)
- Jugoslawien
  - Staatsoberhaupt: Präsident Josip Broz Tito (1953–1980) (1945–1963 Ministerpräsident)
  - Regierungschef: Präsident des ausführenden Bundesrates Džemal Bijedić (1971–1977)
- Kanalinseln[1]
  - Guernsey
    - Staats- und Regierungschef: Herzogin Elisabeth II. (1952–2022)
      - Vizegouverneur: John Davis (1974–1980)

  - Jersey
    - Staats- und Regierungschef: Herzogin Elisabeth II. (1952–2022)
      - Vizegouverneur: Desmond Fitzpatrick (1974–1979)
- Liechtenstein
  - Staatsoberhaupt: Fürst Franz Josef II. (1938–1989)
  - Regierungschef: Walter Kieber (1974–1978)
- Luxemburg
  - Staatsoberhaupt: Großherzog Jean (1964–2000)
  - Regierungschef: Ministerpräsident Gaston Thorn (1974–1979)
- Malta
  - Staatsoberhaupt:
    - Präsident Anthony Mamo (1974–26. Dezember 1976) (1971–1974 Generalgouverneur)
    - Präsident Anton Buttiġieġ (26. Dezember 1976–1981)

  - Regierungschef: Premierminister Dom Mintoff (1971–1984)
- Isle of Man[1]
  - Staatsoberhaupt: Lord of Man Elisabeth II. (1952–2022)
    - Vizegouverneur: John Warburton Paul (1974–1980)

  - Regierungschef: Vorsitzender des Exekutivrats Percy Radcliffe (1971–1977, 1981–1985)
- Monaco
  - Staatsoberhaupt: Fürst: Rainier III. (1949–2005)
  - Regierungschef: Staatsminister André Saint-Mleux (1972–1981)
- Niederlande
  - Staatsoberhaupt: Königin Juliana (1948–1980)
  - Regierungschef: Ministerpräsident Joop den Uyl (1973–1977)
  - Niederländische Antillen (Land des Königreichs der Niederlande)
    - Vertreter der niederländischen Regierung: Gouverneur Ben Leito (1970–1983)
    - Regierungschef: Ministerpräsident Juancho Evertsz (1973–1977)
- Norwegen
  - Staatsoberhaupt: König Olav V. (1957–1991)
  - Regierungschef:
    - Ministerpräsident Trygve Bratteli (1971–1972, 1973–12. Januar 1976)
    - Ministerpräsident Odvar Nordli (12. Januar 1976–1981)
- Österreich
  - Staatsoberhaupt: Bundespräsident Rudolf Kirchschläger (1974–1986)
  - Regierungschef: Bundeskanzler Bruno Kreisky (1970–1983)
- Polen
  - Parteichef: 1. Sekretär Edward Gierek (1970–1980)
  - Staatsoberhaupt: Staatsratsvorsitzender Henryk Jabłoński (1972–1985)
  - Regierungschef: Ministerpräsident Piotr Jaroszewicz (1970–1980)
- Portugal
  - Staatsoberhaupt:
    - Präsident Costa Gomes (1974–14. Juli 1976)
    - Präsident Ramalho Eanes (14. Juli 1976–1986)

  - Regierungschef:
    - Ministerpräsident José Baptista Pinheiro de Azevedo (1975–23. Juli 1976)
    - Ministerpräsident Mário Soares (23. Juli 1976–1978, 1983–1985) (1986–1996 Präsident)
- Rumänien
  - Parteichef: Generalsekretär Nicolae Ceaușescu (1965–1989) (1967–1989 Staatsoberhaupt)
  - Staatsoberhaupt: Vorsitzender des Staatsrats Nicolae Ceaușescu (1967–1989) (1965–1989 Parteichef)
  - Regierungschef: Ministerpräsident Manea Mănescu (1974–1979)
- San Marino
  - Staatsoberhaupt: Capitani Reggenti
    - Giovanni Vito Marcucci (1961–1962, 1966–1967, 1. Oktober 1975–1. April 1976) und Giuseppe Della Balda (1. Oktober 1975–1. April 1976)
    - Clelio Galassi (1. April 1976–1. Oktober 1976) und Marino Venturini (1. April 1976–1. Oktober 1976, 1982, 1986, 1995–1996)
    - Primo Bugli (1949, 1955–1956, 1973, 1. April 1976–1. Oktober 1977) und Virgilio Cardelli (1. April 1976–1. Oktober 1977)

  - Regierungschef:
    - Außenminister Gian Luigi Berti (1973–11. März 1976) (1993–1994 Capitano Reggente)
    - Außenminister Giancarlo Ghironzi (1972–1973, 11. März 1976–17. Juli 1978) (1961, 1969–1970 Capitano Reggente)
- Schweden
  - Staatsoberhaupt: König Carl XVI. Gustaf (seit 1973)
  - Regierungschef:
    - Ministerpräsident Olof Palme (1969–7. Oktober 1976, 1982–1986)
    - Ministerpräsident Thorbjörn Fälldin (7. Oktober 1976–1978, 1979–1982)
- Schweiz[2]
  - Bundespräsident Rudolf Gnägi (1971, 1. Januar 1976–31. Dezember 1976)
  - Bundesrat:
    - Rudolf Gnägi (1966–1979)
    - Ernst Brugger (1970–1978)
    - Pierre Graber (1970–1978)
    - Kurt Furgler (1972–1986)
    - Hans Hürlimann (1974–1982)
    - Georges-André Chevallaz (1974–1983)
    - Willi Ritschard (1974–1983)
- Sowjetunion
  - Parteichef: Generalsekretär der KPdSU Leonid Breschnew (1964–1982) (bis 1966 Erster Sekretär) (1960–1964, 1977–1982 Staatsoberhaupt)
  - Staatsoberhaupt: Vorsitzender des Präsidiums des obersten Sowjets Nikolai Podgorny (1965–1977)
  - Regierungschef: Vorsitzender des Ministerrats Alexei Kossygin (1964–1980)
- Spanien
  - Staatsoberhaupt: König Juan Carlos I. (1975–2014)
  - Regierungschef:
    - Ministerpräsident Carlos Arias Navarro (1974–1. Juli 1976)
    - Vizeministerpräsident Fernando de Santiago y Díaz de Mendívil (1. Juli 1976–5. Juli 1976) (kommissarisch)
    - Ministerpräsident Adolfo Suárez (5. Juli 1976–1981)
- Tschechoslowakei
  - Parteichef: Vorsitzender Gustáv Husák (1969–1987) (1975–1989 Präsident)
  - Staatsoberhaupt: Präsident Gustáv Husák (1975–1989) (1669–1987 Parteichef)
  - Regierungschef: Ministerpräsident Lubomír Štrougal (1970–1988)
- Ungarn
  - Parteichef: Generalsekretär der Partei der Ungarischen Werktätigen János Kádár (1956–1988) (1956–1958, 1961–1965 Ministerpräsident)
  - Staatsoberhaupt: Vorsitzender des Präsidentschaftsrats Pál Losonczi (1967–1987)
  - Regierungschef: Ministerpräsident György Lázár (1975–1987)
- Vatikanstadt
  - Staatsoberhaupt: Papst Paul VI. (1963–1978)
  - Regierungschef: Kardinalstaatssekretär Jean-Marie Villot (1969–1979)
- Vereinigtes Königreich
  - Staatsoberhaupt: Königin Elisabeth II. (1952–2022) (gekrönt 1953)
  - Regierungschef:
    - Premierminister Harold Wilson (1964–1970, 1974–5. April 1976)
    - Premierminister James Callaghan (5. April 1976–1979)
- Republik Zypern
  - Staats- und Regierungschef: Präsident Makarios III. (1960–1974, 1974–1977)